# Санкина
Санкина — река в России, протекает по Свердловской области. Устье реки находится в 616 км по левому берегу реки Тура. Длина реки составляет 109 км.

## Притоки
- 0,3 км: Янсаевка
- 40 км: Крутая
- 57 км: Чемановка
- 67 км: Ольховка
- 80 км: река без названия

## Данные водного реестра
По данным государственного водного реестра России относится к Иртышскому бассейновому округу, водохозяйственный участок реки — Тура от впадения реки Тагил и до устья, без рек Тагил, Ница и Пышма, речной подбассейн реки — Тобол. Речной бассейн реки — Иртыш.
Код объекта в государственном водном реестре — 14010502312111200005926.